# 麻將大師
《麻將大師MahjongMasters》 致力於推廣麻將成為一項正式的運動競賽。自2020年起，推出全球首個於運動頻道 ELEVEN SPORTS 播出的麻將實境競賽節目。節目強調緊湊的比賽節奏，透過即時捕捉參賽者的出牌、表情與決策過程，營造臨場競技氛圍。賽事轉播配置主播與賽評雙人講解團隊，提供清晰易懂的牌局說明與專業分析，即使是不熟悉麻將規則的觀眾亦能輕鬆理解比賽內容。
《麻將大師》設有位於台北市區的專業比賽場地，配備過山車自動麻將桌，並每日舉辦各類型賽事，包括總獎金超過百萬元的「百萬大賽季賽」、專為在學生設計的「獎助學金積分月賽」，以及具有彈性參賽費用的「單日積分獎金賽」等，旨在提供多元化的競技平台。

品牌同時整合線上與線下賽事系統，藉由常態性直播與社群經營，打造涵蓋各年齡層玩家的麻將社群生態。其願景為建立全球最大的麻將競技平台，吸引海內外麻將愛好者與職業選手交流與參賽。
第一季的賽評為林煒珽、黃奕傑；2020年12月29日起每週二晚間21點至22點於ELEVEN SPORTS播出。
第二季起在同名YouTube頻道推出賽事常態網路直播，主持群改經由其他曾經參賽過的選手輪班支援。第二季百萬大賽16強於2022年1月7日起每週五晚間23點於ELEVEN SPORTS播出，由林煒珽與選手擔任主播與賽評，第二季總冠軍牙醫師温斯勇 。
最新一季的第三季百萬大賽主賽事，共有來自全台超過1,500人次的參賽者報名，冠軍決賽桌於2022年7月日前隆重落幕

，來自台南在科技業工作的茅元佶於決賽桌上表現優異，開賽後的連續8把自摸都是摸到萬字成功自摸，長達9個小時的賽事中，也展現過人的智力、耐力與體力，一路領先到最後，順利獲得冠軍，並抱走52萬的高額獎金與價值超過3萬元的貔貅琉璃冠軍盃。
第四季百萬大賽主賽事於2022年10月12日開賽，有68人參加，總獎金共$2,142,000，前17名可進入錢圈，冠軍可獨得$605,115，總冠軍為連續三季參賽的簡順隆。第五季百萬大賽主賽事於2023年7月5日開賽，共有96位選手參賽，總獎金為$3,024,000，總獎金與參賽人數已再創新高。
第五季百萬大賽主賽事2023年12月23日落幕，本季賽事參賽人數與獎金再創新高，從全台超過3,000人次的參賽者中脫穎而出的96位選手，共同爭奪302萬的獎金與麻將大師的頭銜。在歷經激烈的5輪單敗淘汰賽後，最後由來自新北市2度參賽的林宏杰，在冠軍賽4將的比賽中拉尾盤奪冠，拿下冠軍頭銜，贏得72萬高額年終獎金並抱回貔貅琉璃冠軍獎盃。
第六季百萬大賽主賽事於2025年1月6日圓滿落幕，創下參賽人數與獎金新高，128位選手從全台超過5,000人中脫穎而出，共同爭奪402萬獎金及麻將大師頭銜。最終，來自台北市的計程車司機李慶珠以再見碰碰胡胡牌的方式獲得冠軍，贏得100萬元獎金及貔貅紫琉璃冠軍獎盃，正式晉升為百萬富翁。
第七季百萬大賽主賽事已於2025年3月開賽，共有160位選手參賽，第二輪淘汰賽 (R2) 有80位玩家晉級，每桌進行3將賽事，取積分較高前2者晉級。第七季百萬大賽總獎金為504萬，錢圈有40名，冠軍可獨得獎金$1,200,000。
每場賽事都將於麻將大師YouTube頻道 （页面存档备份，存于）直播。

## 播出時間

### 首播
| 頻道                     | 所在地 | 播映日期         | 播出時間           |
| ------------------------ | ------ | ---------------- | ------------------ |
| DAZN 73台                | 臺灣   | 2020年12月29日起 | 每週二 21:00-22:00 |
| 中華電信MOD 211台        | 臺灣   | 2020年12月29日起 | 每週二 21:00-22:00 |
| 麻將大師 官方YouTube頻道 | 臺灣   | 2021年1月5日起   | 每天19:00-22:00    |
| DAZN 73台                | 臺灣   | 2022年1月7日起   | 每週五 23:00-00:00 |

### 重播
| 頻道               | 所在地 | 播映日期       | 播出時間                         |
| ------------------ | ------ | -------------- | -------------------------------- |
| ELEVEN SPORTS 73台 | 臺灣   | 2021年1月6日起 | 每週三 00:00-01:00               |
| ELEVEN SPORTS 73台 | 臺灣   | 2021年1月9日起 | 每週六 00:00-01:00 及11:30-12:30 |
| 中華電信MOD 211台  | 臺灣   | 2021年1月6日起 | 每週三 00:00-01:00               |
| 中華電信MOD 211台  | 臺灣   | 2021年1月9日起 | 每週六 00:00-01:00 及11:30-12:30 |

## 現場賽事
《麻將大師》現場賽事有三大賽事，只要你會打麻將，並年滿20歲，就有機會爭奪百萬大獎與麻將大師的頭銜。
- 【每日賽事】積分獎金賽
- 【每月賽事】大總裁盃
- 【百萬大賽】百萬大賽系列賽

## 百萬大賽介紹
- 台灣第一個在運動頻道播出的麻將實境競賽實境節目。競賽全程比照正式運動賽事規格，直播賽事搭配專業運動賽評林煒珽、黃奕傑擔任講評，提供精闢分析與評論。考驗選手在數理分析與邏輯推理的能力。
- 歷屆冠軍

1. 第一季 唐子芸
2. 第二季 温斯勇
3. 第三季 茅元佶
4. 第四季 簡順隆
5. 第五季 林宏杰
6. 第六季 李慶珠

## 贊助單位
- 明星三缺一（鈊象電子）
- 商密特
- 紅牛能量飲料

## 外部連結
- 麻將大師 Mahjong Masters的Facebook專頁
- YouTube上的Mahjong Masters 麻將大師頻道

| 臺灣 麻將大師 每週二 21:00 | 臺灣 麻將大師 每週二 21:00  | 臺灣 麻將大師 每週二 21:00 |
| -------------------------- | --------------------------- | -------------------------- |
|                            | 麻將大師 （2021年1月5日－） |                            |
| ------                     | ------                      |                            |